# Kaiserbuche (Haunsberg)

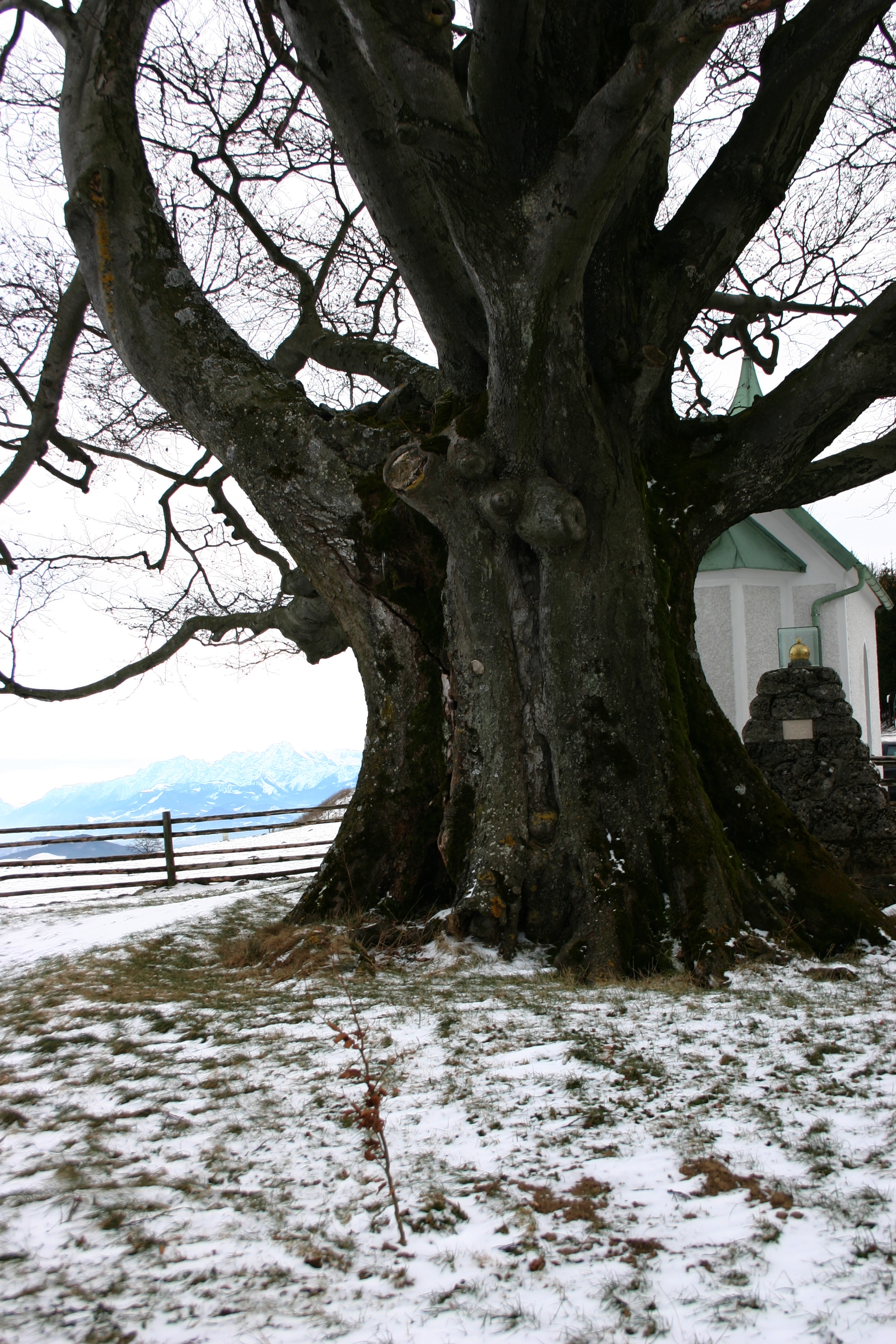
Kaiserbuche (2003)

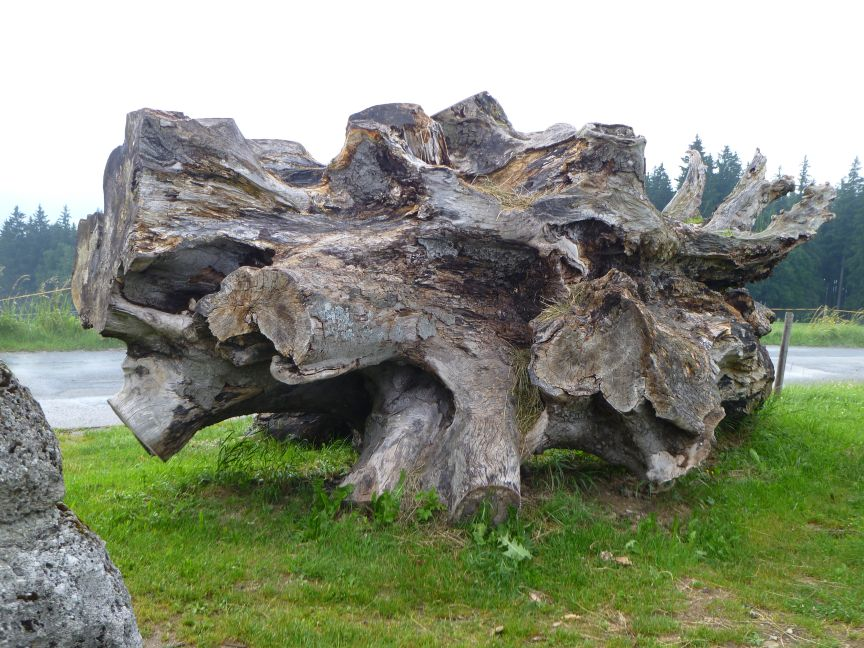
Rest der umgestürzten Kaiserbuche (2011)

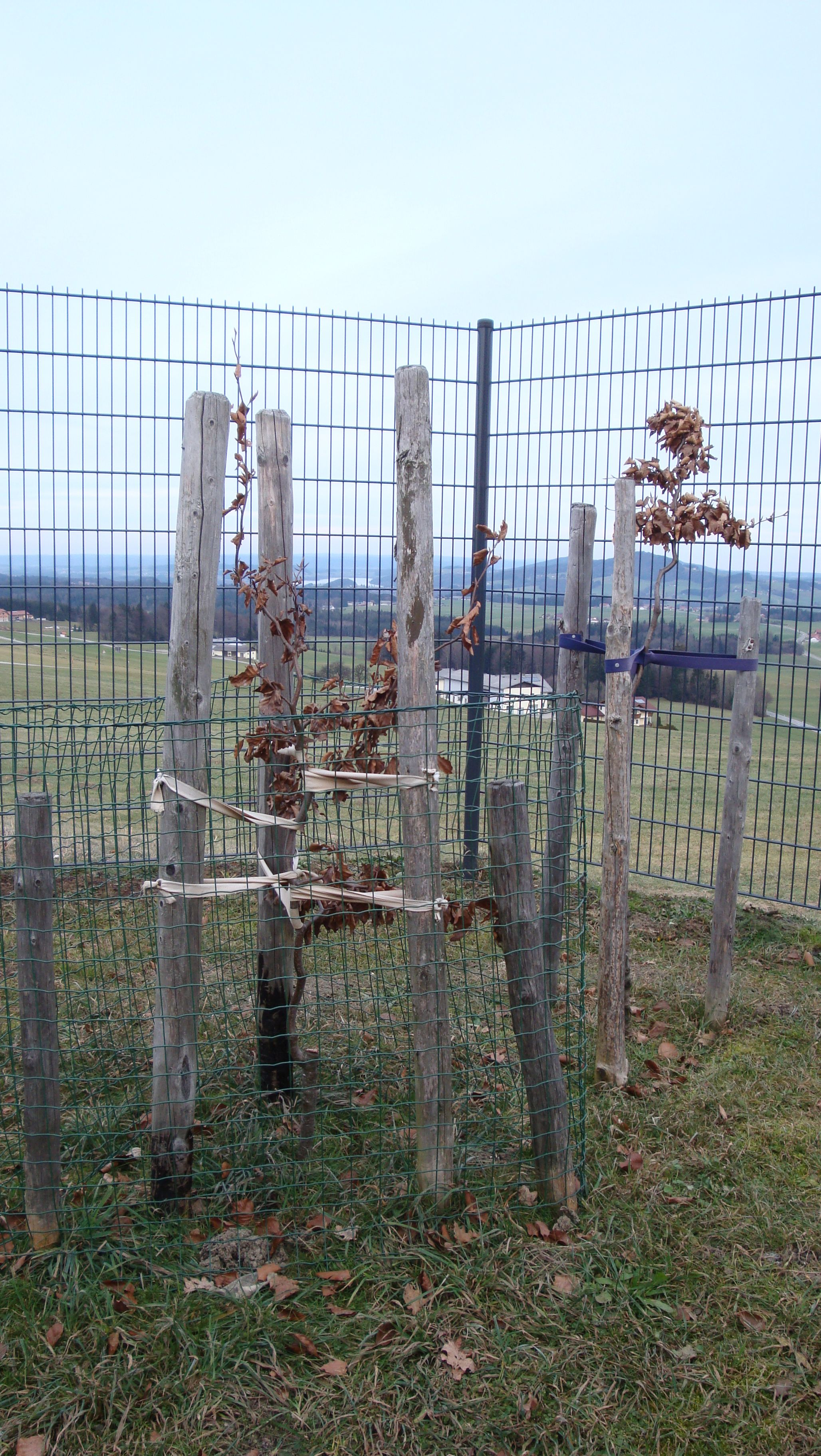
Neupflanzung (2009)

Die Kaiserbuche am Haunsberg ist eine historische Rotbuche auf dem Haunsberg in der Gemeinde Obertrum am See im Bezirk Salzburg-Umgebung im Land Salzburg. Der ursprüngliche Baum fiel 2004 einem Sturm zum Opfer und wurde durch eine Neupflanzung ersetzt. Die Kaiserbuche erinnert an den inoffiziellen Besuch Kaiser Josephs II. am 28. Oktober 1779.

## Geschichte
Nach dem Bayerischen Erbfolgekrieg (1778/79) kam es am 13. Mai 1779 zum Friedensschluss von Teschen (Österreichisch Schlesien). Kaiser Joseph II. soll danach aus Anlass der Erwerbung des heute oberösterreichischen Innviertels durch die Habsburger sich an dieser Stelle aufgehalten haben, um von der Anhöhe aus das neuerworbene Land zu besichtigen. In Gedenken an den Aufenthalt wurde an der Stelle eine Rotbuche gepflanzt, jedoch vermutlich erst im Jahr 1791, ein Jahr nach dem Tod des Kaisers. Eine Parallele und mögliches Vorbild zu diesem Akt findet sich in der böhmischen Gemeinde Petrovice u Chabařovic, ehemals Peterswald, wo ebenfalls in Erinnerung an den Aufenthalt des Kaisers nach dem Krieg einige Jahre nach dessen Besuch eine „Kaiser-Joseph-Eiche“ gepflanzt wurde.

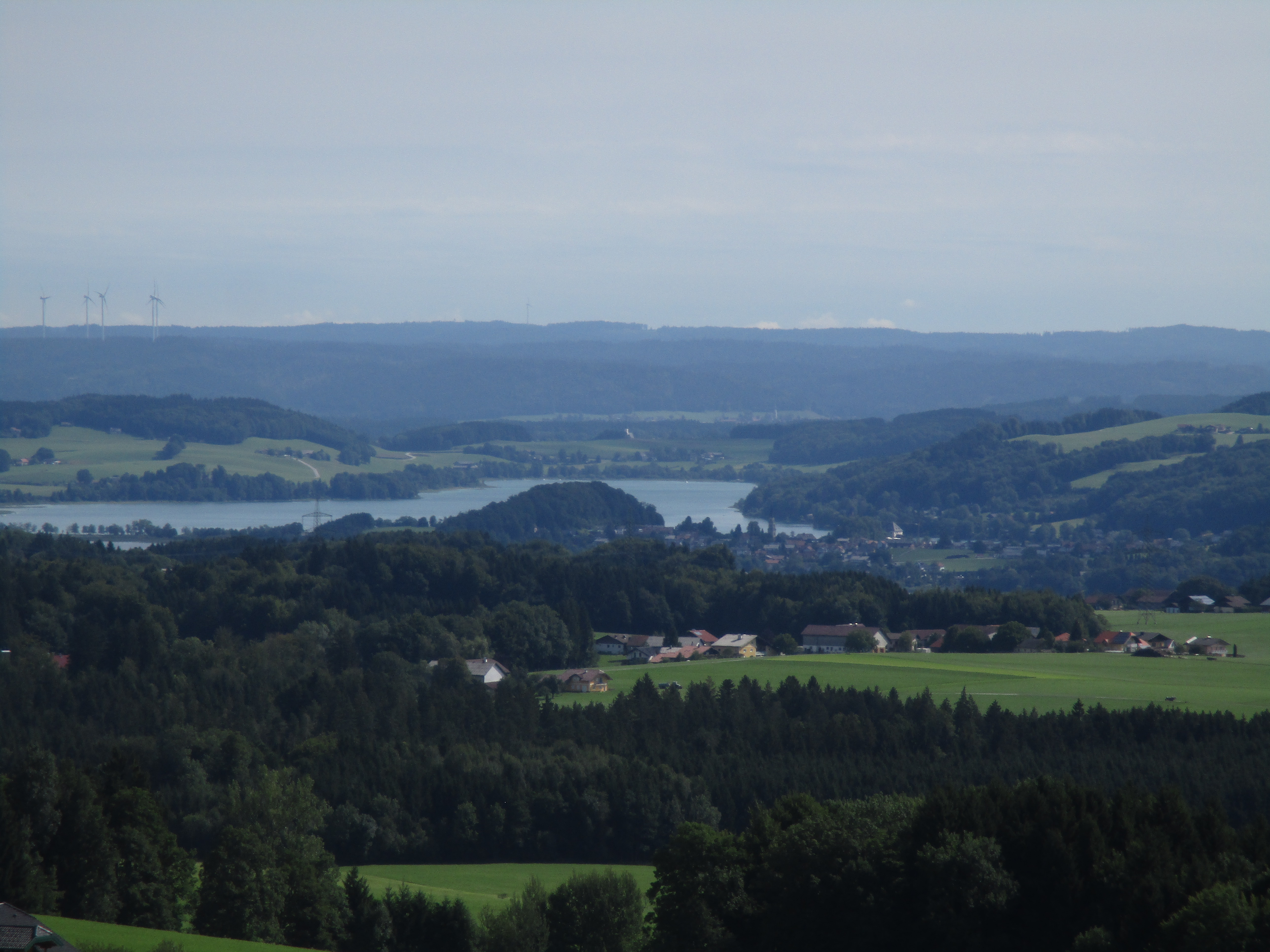
Aussicht von der Kaiserbuche aus auf den nahen Mattsee

Neben dem Baum wurde auf Veranlassung des k. k. Regimentsarztes Heinrich Wallmann am 12. Oktober 1865 eine Steinpyramide mit der Aufschrift „Hier stand der große Kaiser Josef II. am 28. Oktober 1779“ und mit einer Nachbildung der Kaiserkrone errichtet.
Anlässlich des 50-jährigen Regierungsjubiläums von Kaiser Franz Joseph I. am 18. August 1898 wurde neben der Gedenkstätte eine Kapelle eingeweiht. Diese reiht sich in eine ganze Anzahl von Kirchenbauten, die aus Anlass von Regierungsjubiläen des Kaisers gestiftet wurden (Kaiser-Franz-Joseph-Jubiläums-Kirchen). In den Jahren 2002/03 wurde sie renoviert.
Am 9. Mai 1932 wurde die Kaiserbuche zum Naturdenkmal (ehemals Nummer NDM 013) erklärt. Als Begründung wird die historische und kulturelle Bedeutung der Stelle für die Region genannt sowie das besondere Gepräge des Landschaftsbildes durch den Baum.
Da die Buche aus Altersgründen und durch Pilzbefall geschädigt war, ist sie am 12. August 2004 von einem Sturm teilweise entwurzelt und am Stamm geknickt worden. Sie konnte nicht mehr gerettet werden und wurde zerschnitten; einzelne Baumscheiben übergab man an Heimatmuseen.
In Voraussicht waren zuvor schon mehrere Ableger der Kaiserbuche herangezogen worden. Am 1. Mai 2005 pflanzte der Kaisersohn Otto von Habsburg einen davon neu ein. Dabei wird symbolisch, aber auch dokumentarisch eine Beziehung zum früheren Kaiserhaus fortgesetzt. Denn in den Stein der 1865 errichteten Pyramide wurde eine weitere Gedenktafel eingearbeitet, auf der trotz gesetzlicher Abschaffung der Adelstitel der Baumsetzer mit einem solchen genannt wird. Die Inschrift lautet: „Der große Europäer Ehzg. Otto v. Ö. [= Erzherzog Otto von Österreich] setzte die neue Buche am 1. Mai 2005. Die Gemeinden Obertrum, Nußdorf, Anthering.“
Mit Bescheid vom 31. August 2005 wurde auch die Nachfolgebuche von der Salzburger Landesregierung als Naturdenkmal ausgewiesen (Nummer 00252 Neue Kaiserbuche). Als Zweck des Schutzes wird „besonderer Schutz des Naturgebildes, Bestand und Erscheinungsbild“ angegeben.
Der neu gepflanzte Baum wurde Ende Februar 2008 durch einen Vandalenakt zerstört. Daraufhin ist im Sommer 2009 wiederum eine neue „Kaiserbuche“ eingepflanzt worden, die nun zwei Meter hoch umzäunt ist.

## Standort
Die Kaiserbuche steht rund 12 km nördlich der Stadt Salzburg (Luftlinie) auf 766 m ü. A. und gilt als Wahrzeichen des Flachgaus. Sie ist in weitem Umkreis bekannt und gilt als beliebtes Ausflugs- und ausgeschildertes Wanderziel. Der Baum steht auf dem Gemeindegebiet von Obertrum am See unmittelbar an der Grenze zu Nußdorf am Haunsberg und unweit derjenigen zu Anthering. Er ist vom Hauptort Obertrum in ca. zweistündiger Gehzeit, aber auch aus anderen Richtungen erreichbar. In nächster Nähe befindet sich ein gastronomischer Betrieb.
Aufgrund seines ausgesetzten Standortes auf dem Grat des Haunsbergs war der frühere Baum mit bloßem Auge über mehr als 30 km – sowohl von österreichischem Gebiet als auch aus dem angrenzenden bayrischen Rupertiwinkel – zu sehen.

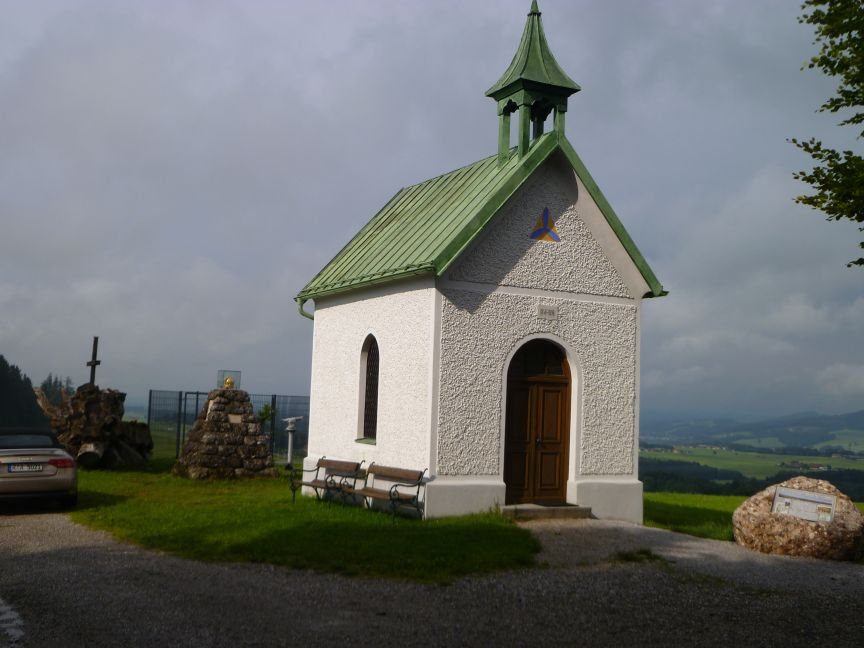
Kaiser-Franz-Joseph-Jubiläumskapelle
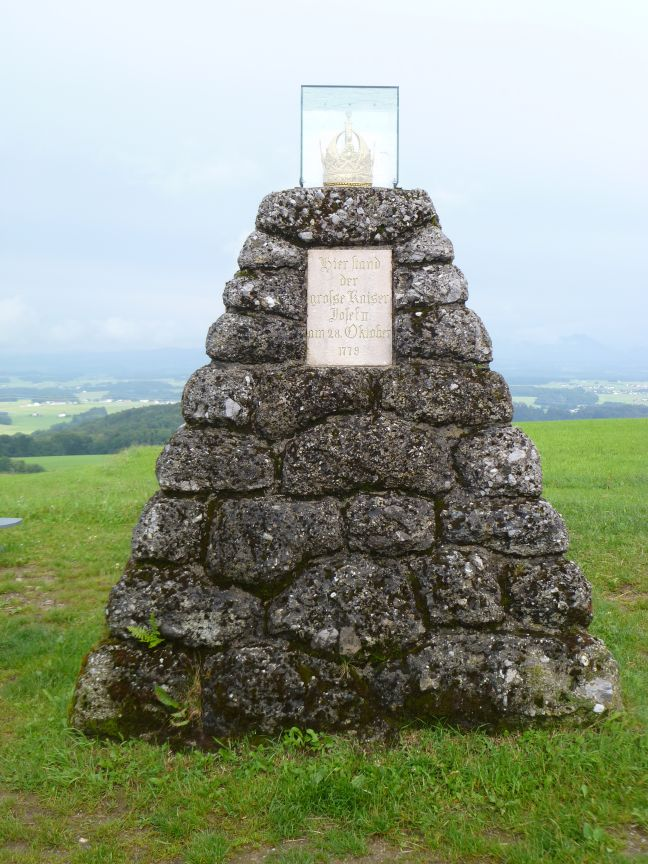
Gedenkpyramide mit der Tafel von 1865
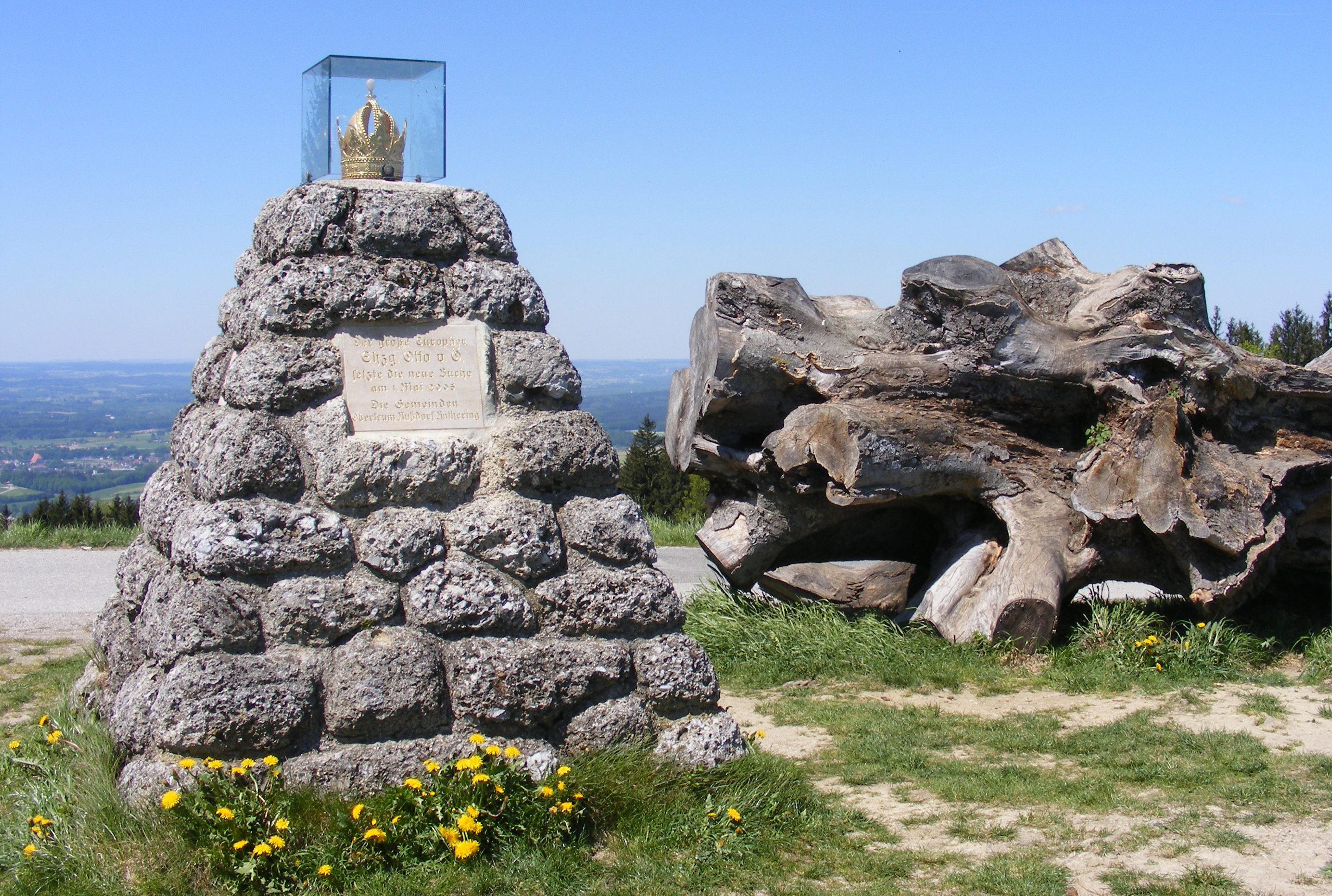
Gedenkpyramide mit der Tafel von 2005

## Kaiser-Franz-Joseph-Jubiläumskapelle
Die rechteckige Kapelle mit Dreiseitapsis und putzgegliederter Fassade und Dachreiter wurde 1898 erbaut und 1968 restauriert. Die rundbogigen Fenster haben ein Holzmaßwerk. Im tonnengewölbten Kapellenraum ist ein neugotischer Wimpergaltar hl. Maria. Benachbart steht eine 1779 errichtete Gedenkpyramide an den Kaiserbesuch, welche 1957 erneuert wurde.